# Kaapse tortel
De Kaapse tortel (Streptopelia capicola) is een vogel uit de familie van de duiven (Columbidae).

## Verspreiding en leefgebied
Deze soort komt voor in het oosten en zuiden van Afrika en telt zes ondersoorten:
- S. c. electa: westelijk Ethiopië.
- S. c. somalica: oostelijk Ethiopië, Somalië en noordelijk Kenia.
- S. c. tropica: van centraal Kenia tot Angola en Zuid-Afrika.
- S. c. onguati: zuidwestelijk Angola en noordelijk Namibië.
- S. c. damarensis: Namibië, Botswana en zuidwestelijk Zimbabwe.
- S. c. capicola: westelijk Zuid-Afrika.